# Albert Tyler
Albert Clinton Tyler (4. januar 1872 i Glendale, Ohio – 25. juli 1945 i East Harpswell, Maine) var en amerikansk atlet som deltog i de første moderne olympiske lege 1896 i Athen.
Tyker kom på en anden plads i stangspring med et spring på 3,20 meter under OL 1896 i Athen, efter sin landsmand Welles Hoyt som sprang 10 centimeter højere.
Albert Tyler og Frank Lane bronzemedaljør på 100 meter ved OL 1896 var kusiner.

## Personlig rekord
- Stangspring: 3,30 (1897)